# Dermatetron scotti
Dermatetron scotti är en svampdjursart som först beskrevs av Jenkin 1908.  Dermatetron scotti ingår i släktet Dermatetron och familjen Sycanthidae. Inga underarter finns listade i Catalogue of Life.